# The Move
The Move – angielski zespół rockowy założony w Birmingham przez Roya Wooda, uważany za jedną z najważniejszych grup brytyjskiej sceny rockowej przełomu lat 60. i 70.
Grupa zdobyła znaczny rozgłos w Wielkiej Brytanii dzięki oryginalnemu, eklektycznemu brzmieniu, śmiałym eksperymentom muzycznym oraz ekscentrycznym występom Roya Wooda, niejednokrotnie połączonym z destrukcyjnym zachowaniami na scenie. Muzyka The Move, początkowo utrzymana w klimacie łagodnego brzmienia właściwego stylowi Flower Power, w latach 70. zwróciła się w stronę bardziej awangardowych rozwiązań, łącząc rock progresywny z eksperymentami meta-rockowymi.

## Historia
W osiągnięciu popularności pomogły grupie m.in. głośne wydarzenia medialne i skandaliczne wybryki zaplanowane i wyreżyserowane przez ich ówczesnego managera Tony’ego Secundę. W pierwotnym pięcioosobowym składzie The Move w 1965 roku był Roy Wood (gitara, śpiew), Bev Bevan (perkusja, śpiew), Chris Kefford (bas, śpiew), Carl Wayne (śpiew) oraz Trevor Burton (gitara, śpiew). Zespół był kierowany przez Roya Wooda i Chrisa Kefforda. Pod koniec lat sześćdziesiątych w zespole nastąpiły duże zmiany personalne, które miały wpływ na spadek popularności. Pomimo sukcesu w Wielkiej Brytanii, The Move nigdy nie stał się popularny w Stanach Zjednoczonych. 
W latach 1970–1972 trzech z pięciu członków The Move znalazło się w składzie nowo powstałej angielskiej grupy Electric Light Orchestra, która wydała swój pierwszy album studyjny w 1971 roku. Fakt ten zakończył działalność grupy The Move.
W latach 2007–2014 i od 2016 roku Burton i Bevan występowali jako The Move featuring Bev Bevan and Trevor Burton; są oni jednak jedynymi członkami ze „starego” składu w pięcioosobowym zespole.

## Dyskografia

### Albumy studyjne
| Rok  | Tytuł                                                                                 | Pozycja |
| Rok  | Tytuł                                                                                 | UK      |
| ---- | ------------------------------------------------------------------------------------- | ------- |
| 1968 | Move - wydany: marzec 1968 - wytwórnia: Regal Zonophone                               | 15      |
| 1970 | Shazam - wydany: luty 1970 - wytwórnia: Regal Zonophone / A&M                         | –       |
| 1970 | Looking On - wydany: grudzień 1970 - wytwórnia: Fly / Capitol                         | –       |
| 1971 | Message from the Country - wydany: 8 października 1971 - wytwórnia: Harvest / Capitol | –       |

### Albumy koncertowe
| Rok  | Tytuł                                                                                               |
| ---- | --------------------------------------------------------------------------------------------------- |
| 1969 | Live at the Fillmore 1969 - wydany: 11 grudnia 2011 - wytwórnia: Right Recordings / Not Bad Records |